# Walter E. Boomer
Walter Eugene Boomer (Rich Square, 22 settembre 1938) è un generale e dirigente d'azienda statunitense in pensione, assistente comandante dello United States Marine Corps, ebbe il comando di tutte le forze dei Marines durante l'Operazione Desert Shield e l'Operazione Desert Storm nell'ambito della Guerra del Golfo, in seguito fu presidente e amministratore delegato della Rogers Corporation fino al suo ritiro nel 2004, attualmente è direttore principale della Baxter International, è un diplomato nella classe del 1960 della Università Duke; in seguito ha ottenuto anche un Master's degree dalla American University.

## Biografia
Walter E. Boomer è nato il 22 settembre 1938 a Rich Square in Carolina del Nord. Nel 1956, si è diplomato alla Randolph-Macon University di Front Royal in Virginia. Ha ottenuto un Bachelor of Arts dalla Università Duke nel 1960, ed è stato commissionato come Secondo tenente nello United States Marine Corps. Ha ottenuto un ulteriore Master of Science degree in tecnologia e gestione alla American University di Washington nel 1973.

## Servizio nel Corpo dei Marine
dopo aver completato il Basic School a Quantico in Virginia nel gennaio 1961, i suoi primi incarichi sono stati con il 1º battaglione dell'8° marines e con il 2º battaglione del 2° marines della 2ª divisione marine a Camp Lejeune, dove fu comandante di plotone, comandante di plotone di armi e ufficiale addestratore di battaglione, rispettivamente dal 1961 al 1964. Nel dicembre 1961 venne promosso a Primo tenente, e nell'aprile 1965 a Capitano.
ebbe il battesimo del fuoco per la prima volta dal 1966 al 1967 in Vietnam come ufficiale comandante della Compagnia H del 2º battaglione del 4° marines. Durante questo tour di combattimento, venne decorato con la Silver Star Medal per il valore. Al suo ritorno negli Stati Uniti, frequentò la Amphibious Warfare School a Quantico. Dopo aver completato il suo addestramento, venne promosso a Maggiore nel maggio 1968, e venne trasferito al quartier generale dei Marines a Washington, con il compito di assistente amministrativo e aiutante di campo del vice-capo di stato maggiore per la pianificazione e i programmi. In seguito a questo incarico, frequentò lo Armed Forces Staff College a Norfolk in Virginia.
nel 1971, Boomer frequentò lo Short Advisors Course a Fort Bragg in Carolina del Nord, in preparazione al suo ruolo di consigliere dei Marines sudvietnamiti. Nell'agosto di quell'anno, fece ritorno in Vietnam come consigliere del 4º Battaglione del Corpo dei Marines Vietnamiti. Mentre serviva in questa posizione, venne coinvolto nella difesa della Firebase Sarge durante l'Offensiva di Pasqua, il più grande assalto del Vietnam del Nord nel Vietnam del Sud.
nel settembre 1972 venne trasferito nuovamente negli Stati Uniti, dove frequentò l'American University, ottenendo un Master's degree nel dicembre 1973. Il mese seguente, cominciò un tour di tre anni come istruttore di gestione alla United States Naval Academy di Annapolis in Maryland. Durante l'ultimo anno di questo tour, era il Presidente del Dipartimento della Gestione. Nel settembre 1976 venne promosso a Tenente colonnello.
dal luglio 1977 al giugno 1980, Boomer fu dislocato nelle Hawaii, dove servì come ufficiale esecutivo del 3º Reggimento Marine della 1ª Brigata Marine, e in seguito come ufficiale comandante del 2º Battaglione Marine della 3ª Marine. Nel luglio 1980 tornò sulla terraferma, dove frequentò il Naval War College di Newport nello stato del Rhode Island, diplomandosi con distinzione nel giugno 1981.
in seguito assunse le funzioni di Vice-direttore del Distretto del 4° Marine, a Filadelfia. Il 1º novembre 1981 venne promosso a Colonnello, e divenne Direttore del Distretto del 4° Marine il 17 giugno 1983.
durante il febbraio 1985, il Colonnello Boomer tornò a Quantico per assumere il comando del Battaglione della Guardia di Sicurezza dei Marine. Mentre serviva in questa posizione, venne selezionato nell'aprile 1986 per la promozione a Brigadier generale. Venne promosso a tale grado il 2 giugno 1986 e assegnato come Direttore degli Affari Pubblici, al quartier generale del Corpo dei Marine il 7 giugno 1986. Servì in tale posizione fino al 27 maggio 1988, quando venne assegnato al compito di Comandante generale della 4th Marine Division (Reinforced) della Fleet Marine Force a New Orleans. Il 14 marzo 1989, venne promosso a Maggior generale; e ulteriormente promosso a Tenente generale l'8 agosto 1990.
il 15 agosto 1990, il generale Boomer venne dislocato in Arabia Saudita, dove servì come Comandante generale dello U.S. Marine Forces Central Command e della 1ª Forza di Spedizione Marine durante le operazioni Desert Shield e Desert Storm.
il 22 aprile 1991, fece ritorno a Camp Pendleton dove assunse le funzioni di Comandante generale della I Marine Expeditionary Force/Commanding general, Marine Corps Base. Servì in questa posizione fino al 6 settembre 1991. Il generale Boomer fece ritorno nuovamente a Quantico in Virginia, dove assunse le funzioni di Comandante generale del Marine Corps Combat Development Command. Venne promosso a Generale a quattro stelle il 1º settembre 1992, e assunse il suo ultimo incarico come Assistente comandante del Corpo dei Marine.
Il generale Boomer si ritirò dal Corpo dei Marine il 1º settembre 1994.

## Carriera Post-Marine
dopo essersi ritirato dal Corpo dei Marine, il generale Boomer servì come vicepresidente esecutivo della McDermott International dal 1994 al 1996. In seguito entrò a far parte della Rogers Corporation, una compagnia manifatturiera internazionale di materiali speciali, nel 1997 come Presidente e Amministratore delegato. Dal 2002 al 2004, fu Presidente del Consiglio di Amministrazione della Rogers Corporation. Attualmente serve come Consigliere di amministrazione della Rogers Corporation, della Cytyc Corporation e della Baxter International.